# Свердловантрацит
ДКХ «Свердловантрацит» включає 5 шахт, які видобувають антрацит. Загальний фактичний видобуток 5385860 т (2003).
Адреса: 94800, вул. Енгельса, 1, м. Довжанськ, Луганської обл.

## Підприємства
- ДВАТ «Шахта «Довжанська-Капітальна»
- ДВАТ «Шахта ім. Я.М.Свердлова»
- ДВАТ «Шахта «Центроспілка»
- ДВАТ «Шахта «Харківська»
- ДВАТ «Шахта «Червоний партизан»

## Колишні підприємства
- ДП «Шахта ім. П.Л.Войкова», знаходиться на стадії ліквідації, з 29 грудня 2007 року входить до Державного підприємства з ліквідації збиткових вугледобувних, вуглепереробних та торфодобувних підприємств (ДП «Укрвуглеторфреструктуризація»)